# Шаумян, Иван Константинович
Иван Константинович Шаумян (15 октября 1910, Елизаветпольская губерния — 25 октября 1992, Москва) — командир отделения взвода химической защиты 120-го стрелкового полка 69-й стрелковой дивизии 65-й армии Центрального фронта, сержант. Герой Советского Союза.

## Биография
Родился в селе Параватумб Шушинского уезда Елизаветпольской губернии Российской империи (ныне фактически на территории Мартунинского района непризнанной Нагорно-Карабахской Республики, юридически — в Ходжавендском районе Азербайджана). Армянин. Работал в Казахстане трактористом, агротехником. В 1941 году окончил 3 курса Тимирязевской сельскохозяйственной академии.
Участник Великой Отечественной войны с июля 1941 года. Вступил в народное ополчение. Сражался под Смоленском и Вязьмой, после ранения и госпиталя назначен в 120-й стрелковый полк. Участвовал в Курской битве. Отличился при форсировании Днепра 15 октября 1943 в районе посёлка Радуль. Поставив дымовую завесу, обеспечил успех переправы. В составе десантной группы переправился на правый берег реки, участвовал в захвате плацдарма. Возглавил группу из 17 бойцов, отразившую контратаки противника на правом фланге плацдарма. Был ранен, но остался в строю до подхода подкрепления.
Звание Героя Советского Союза с вручением ордена Ленина и медали «Золотая Звезда» Ивану Константиновичу Шаумяну присвоено 30 октября 1943 года за мужество и героизм, проявленные в боях.
В 1945 году отважный воин демобилизован. Завершил учёбу в Тимирязевской сельскохозяйственной академии, в 1948 году окончил аспирантуру. Работал заведующим опытной плодоовощной станции академии, директором учебного хозяйства «Отрадное», в 1961—1975 годах — директор НИИ овощного хозяйства Министерства сельского хозяйства РСФСР. В 1975—1990 годах работал на плодоовощной опытной станции заведующим отделом, старшим научным сотрудником. Активно участвовал в общественной работе, был председателем совета ветеранов ТСХА.
Жил в городе-герое Москве. Умер 25 октября 1992 года. Похоронен в Москве на Армянском кладбище.
Кандидат сельскохозяйственных наук. Награждён орденами Ленина, Красного Знамени, Отечественной войны 1-й степени, медалями. Его именем названа школа в селе Параватумб.